# Rudolf Lipowski
Rudolf Lipowski (ursprünglich Lipowsky; * 19. November 1927 in Pirna) ist ein deutscher Maler und Grafiker.

## Leben und Werk
Lipowski ist der Sohn einer Pirnaer Arbeiterfamilie. Er absolvierte ab 1942 bis 1945 eine Lehre als Dekorationsmaler, wozu auch der Besuch der Städtischen Gewerbeschule in Pirna gehörte. Dann war er bis zur Vertreibung in der Folge des Zweiten Weltkriegs zwei Semester an der Meisterschule des Malerhandwerkes in Breslau.
Von 1945 bis 1951 arbeitete er als Schriftmaler für Werbezwecke. Von 1951 bis 1956 studierte er an der Hochschule für Bildende Künste Dresden. Seine wichtigsten Lehrer waren Erich Fraaß, Max Erich Nicola und Hans Christoph sowie für Wandmalerei Heinz Lohmar. Als Diplomarbeit schuf Lipowski im Windfang des Deutschen Hygiene-Museums Dresden in Sgraffito-Technik zwei Wandbilder zu den Themen Schwangerschaft und Fürsorge für Kinder in den ersten Lebensjahren und Familienleben und die Rolle von Vater und Mutter bei der Erziehung. Dabei assistierte ihm Gerhard Richter. Im Zuge der 2001 begonnen Generalsanierung des Gebäudes wurden die Bilder verdeckt.
Nach dem Studium arbeitete Lipowski als freischaffender Künstler in Pirna-Copitz. Zur künstlerischen Arbeit hielt er sich wiederholt auf Hiddensee auf. Er war bis 1990 Mitglied des Verbands Bildender Künstler der DDR. Der Dresdner Galerist Gunter Ziller (1952–2022), der Lipowskis expressionistische Arbeiten in seiner Galerie am Blauen Wunder zeigte, charakterisierte diese als „Action-Painting in höchster Frequenz“.

## Weitere Werkbeispiele

### Architekturbezogene Werke
- Weltraumflug Juri Gagarins (1966, Entwurf für Metallplastik; ursprünglich an der Außenwand der Juri-Gagarin-Schule Pirna-Copitz, nach deren Abriss seit 2015 an einem Wohnhaus)[2]
- Dresden, Stadt der Wissenschaft, Kunst und Kultur, grüßt seine Gäste (1969/1970; Malerei auf Spaltkeramikplatten, 6,40 × 12,80 Meter; mit Kurt Sillack; Fassade des damaligen Restaurants des Hotels „Bastei“, Dresden, Prager Straße 3b; denkmalgeschützt)[3][4]
- Wandbild an der damaligen Jugendherberge Pirna-Copitz

### Malerei
- Häuser Pirnaer Altstadt (1980er Jahre, Aquarell, 36 × 50,5 cm)[5]
- Häusergruppe (um 1983/1984, Aquarell, 40 × 58 cm)

## Ausstellungen (mutmaßlich unvollständig)

### Einzelausstellungen
- 1986: Pirna
- 1988; Pirna, Galerie am Elbtor (Malerei und Grafik)
- 2006: Stadt Wehlen, Radfahrerkirche („Faszination Sandstein“)[6]

### Teilnahme an zentralen und wichtigen regionalen Ausstellungen in der DDR
- 1960: Königstein: Festung Königstein („5. Ausstellung des Verbandes Bildender Künstler Deutschlands, Arbeitskreis Pirna“)
- 1971 und 1984: Dresden, Bezirkskunstausstellung

## Weblink
- Schmidt Kunstauktionen Dresden